# 短吻齧脂鯉
短吻齧脂鯉，為輻鰭魚綱脂鯉目脂鯉亞目脂鯉科的其中一個種。分布於南美洲秘魯及厄瓜多太平洋岸淡水流域，體長可達9.5公分，棲息在底中層水域，生活習性不明。